# Stephen Stewart
Stephen John Stewart (Sídney, 27 de marzo de 1978) es un deportista australiano que compitió en remo. Sus hermanos Geoffrey y James compitieron en el mismo deporte.
Participó en dos Juegos Olímpicos de Verano, obteniendo una medalla de bronce en Atenas 2004, en la prueba de ocho con timonel, y el sexto lugar en Pekín 2008, en la misma prueba.

## Palmarés internacional
| Juegos Olímpicos | Juegos Olímpicos | Juegos Olímpicos  | Juegos Olímpicos |
| Año              | Lugar            | Medalla           | Prueba           |
| ---------------- | ---------------- | ----------------- | ---------------- |
| 2004             | Atenas (Grecia)  | Medalla de bronce | Ocho con timonel |